# Walter Ruckdeschel
Walter E. W. Ruckdeschel (* 10. September 1937 in München) ist ein Archäologe, Umweltwissenschaftler und Entomologe.
Im Anschluss an die Schulzeit in Icking bei München studierte Ruckdeschel Maschinenbau in München, abgeschlossen 1965 mit einer Promotion auf dem Gebiet der Metallkunde, sowie Vor- und Frühgeschichte, Ägyptologie und Ethnologie in München und Heidelberg.
1969 wurde er an der Universität Heidelberg mit einer 1978 in erweiterter Fassung publizierten Arbeit über die frühbronzezeitlichen Gräber Südbayerns in Archäologie promoviert. Er weist dort Ähnlichkeiten zwischen den Bestattungssitten der Straubinger Kultur und denen der vorhergehenden Glockenbecherkultur nach und stellt eine Feingliederung der Chronologie der Frühen Bronzezeit (Stufe Reinecke A) auf. Auf den von ihm 1978 eingeführten Namen geht die Benennung der sogenannten Ries-Gruppe (2300/2200 bis 1800 v. Chr.) nach dem Nördlinger Ries zurück.
Nach verschiedenen beruflichen Stationen in der Industrieforschung war er im Bayerischen Staatsministerium für Landesentwicklung und Umwelt tätig, von 1986 bis 1996 leitete er als Präsident das Bayerische Landesamt für Umweltschutz.
Neben Veröffentlichungen zu Themen in den Bereichen Archäologie und Umweltwissenschaften ist er als Entomologe tätig und war bis 2006 Präsident der Münchner Entomologischen Gesellschaft.

## Veröffentlichungen
- Walter Ruckdeschel: Die frühbronzezeitlichen Gräber Südbayerns. Ein Beitrag zur Kenntnis der Straubinger Kultur (= Antiquitas. Reihe 2: Abhandlungen aus dem Gebiete der Vor- und Frühgeschichte. Bd. 11). Habelt, Bonn 1978, ISBN 3-7749-1241-6 (Zugleich: Heidelberg, Universität, Dissertation, 1969).

| Personendaten    | Personendaten                                              |
| ---------------- | ---------------------------------------------------------- |
| NAME             | Ruckdeschel, Walter                                        |
| ALTERNATIVNAMEN  | Ruckdeschel, Walter E. W.                                  |
| KURZBESCHREIBUNG | deutscher Archäologe, Umweltwissenschaftler und Entomologe |
| GEBURTSDATUM     | 10. September 1937                                         |
| GEBURTSORT       | München                                                    |